# Edward Howard (amiral)
Pour les articles homonymes, voir Edward Howard.
Edward Howard né vers 1476/1477 et mort le 25 avril 1513 au large du Conquet est un officier de marine anglais des XVe et XVIe siècles. Nommé amiral de la flotte en avril 1512 et Lord amiral d'Angleterre le 25 août 1512, il commande la marine anglaise lors de la bataille de Saint-Mathieu, probablement la première bataille au cours de laquelle un vaisseau fait usage de tirs par bordée, et trouve la mort quelques mois plus tard en lançant un assaut contre la flotte française et la flotte bretonne près de Brest.

## Biographie

### Jeunesse
Fils de Thomas Howard (2e duc de Norfolk) et de sa première épouse, Elizabeth Tilney, Comtesse de Surrey (en), il est le frère cadet de Thomas Howard (3e duc de Norfolk). Sa date de naissance exacte est inconnue et on ne sait rien de son enfance. Il commence sa carrière militaire en août 1492 vers l'âge de 15 ans, sous le commandement d'Edward Poynings lors du siège de L'Écluse. En 1497, son père, alors comte de Surrey, reçoit un commandement militaire en Écosse et prend avec lui ses fils Thomas et Edward. Il les fait tous deux chevalier le 30 septembre 1497 au Château d'Ayton dans les Marches écossaises après la signature du traité d'Ayton qui met fin à la guerre Anglo-écossaise provoquée par une invasion des troupes de Jacques IV d'Écosse qui soutenait Perkin Warbeck. En 1503, Edward Howard fait partie de l'escorte qui accompagne Marguerite Tudor en Écosse pour qu'elle y épouse Jacques IV.
Après la mort d'Henri VII d'Angleterre le 21 avril 1509, Edward Howard joue un rôle majeur lors du tournoi qui se tient pour célébrer le couronnement du nouveau roi Henri VIII. Il est nommé porte-étendard du Roi le 20 mai 1509.

### Carrière navale
Lorsque l'Angleterre rejoint la Guerre de la Ligue de Cambrai contre la France en avril 1512, Edward Howard est nommé amiral d'une flotte de 18 vaisseaux envoyés par le Roi pour surveiller les mers entre Brest et l'estuaire de la Tamise.
Le 10 octobre 1513, Henri VIII lui attribue une pension annuelle de 100 marcs et la réversion de l'office de Lord Grand Amiral d'Angleterre que détenait le John de Vere, comte d'Oxford. C'est sous son administration que fut adopté l'usage du sifflet dans la marine britannique.

### Sources
- Loades, David (2008). "Howard, Sir Edward (1476/7–1513)". Oxford Dictionary of National Biography(online ed.). Oxford University Press : https://doi.org/10.1093/ref:odnb/13891
- Max Guérout, Le dernier combat de la Cordelière, Sdemer Capharnaum Editions, 17 mai 2002, 196 p. (ISBN 9782913490130)
- David Loades, The Tudor Navy: An Administrative, Political, and Military History, Brookfield, Vt.: Ashgate Publishing, 1992
- Field, C., The Rank and Office of Admiral, Royal United Services Institution, Journal, 63(453), 1–14, 1919. https://doi.org/10.1080/03071841909431356
- Manwaring, G. E., THE LORD ADMIRAL’S “WHISTLE OF HONOUR.”' The Mariner’s Mirror, 9(3), 75–77, 1923. https://doi.org/10.1080/00253359.1923.10655186